# Fröjereds socken
Fröjereds socken i Västergötland ingick i Vartofta härad, ingår sedan 1974 i Tidaholms kommun och motsvarar från 2016 Fröjereds distrikt.
Socknens areal är 62,46 kvadratkilometer varav 62,16 land. Kyrkbyn Fröjered med sockenkyrkan Fröjereds kyrka ligger i socknen.

## Administrativ historik
Socknen har medeltida ursprung. I början av 1500-talet införlivades Orleka socken.
Vid kommunreformen 1862 övergick socknens ansvar för de kyrkliga frågorna till Fröjereds församling och för de borgerliga frågorna bildades Fröjereds landskommun. Landskommunen utökades 1952 och upplöstes 1974 då denna del uppgick i Tidaholms kommun.
1 januari 2016 inrättades distriktet Fröjered, med samma omfattning som församlingen hade 1999/2000.  
Socknen har tillhört län, fögderier, tingslag och domsagor enligt vad som beskrivs i artikeln Vartofta härad. De indelta soldaterna tillhörde Skaraborgs regemente Kåkinds kompani och Västgöta regemente, Vartofta kompani.

## Geografi
Fröjereds socken ligger norr och nordost om Tidaholm kring Tidan, Yan och Lillån med Hökensås i öster. Socknen är en skogrik slättbygd mer kuperad i öster.

## Fornlämningar
Från järnåldern finns gravar, stensättningar, domarringar och resta stenar. En offerkälla finns här även.

## Namnet
Namnet skrevs 1358 Fröryd och kommer från kyrkbyn. Efterleden är ryd, 'röjning'. Förleden innehåller frö, 'fruktbar, frodig'.